# Zamenis lineatus
Zamenis lineatus és una espècie de serp de la família dels colúbrids que és endèmica del sud d'Itàlia i Sicília. Assoleix una llargada màxima d'uns 2 m. És de color avellana groguenc i lluent. S'alimenta de sargantanes, mamífers petits i ous. Encara se sap molt poca cosa sobre el seu comportament. Es tracta d'un animal tímid que probablement passa més temps a terra que Z. longissimus.